# Clemente Rodríguez
Clemente Juan Rodríguez (* 31. Juli 1981 in Buenos Aires) ist ein ehemaliger argentinischer Fußballspieler und aktiver Fußballtrainer.

## Karriere

### Verein
Rodríguez kam 2000 von CA Los Andes zu den Boca Juniors und gewann mit dem Verein zahlreiche Titel. 2000 und 2003 gewann er die Apertura, 2001 und 2003 die Copa Libertadores. 2001 und 2003 stand er mit den Boca Juniors auch im Finale um den Weltpokal. Während die Partie 2001 gegen den FC Bayern München nach Verlängerung mit 0:1 verloren ging, gewann man 2003 gegen den AC Mailand im Elfmeterschießen.
Im Januar 2005 wechselte der Abwehrspieler für 7,5 Millionen US-Dollar in die russische Liga zu Spartak Moskau. Nach zwei Jahren, in denen er unter anderem drei Spiele in der UEFA Champions League absolvierte, wurde er Anfang 2007 für ein halbes Jahr an die Boca Juniors verliehen. Dort gelang es ihm mit dem Verein ein drittes Mal die Copa Libertadores zu gewinnen. Zur Saison 2007/08 wurde er für zwei Millionen Euro an Espanyol Barcelona verliehen. Im August 2009 unterzeichnete der Abwehrspieler bei Estudiantes de La Plata und kehrte somit in seine Heimat zurück. Im August 2010 unterzeichnete Rodríguez erneut einen Vertrag bei den Boca Juniors.

### Nationalmannschaft
Rodríguez gab sein Debüt in der argentinischen Nationalmannschaft im Januar 2003 in einem Freundschaftsspiel gegen Honduras. Bei der Copa América 2004 stand er im Aufgebot seines Landes und kam zu zwei Teileinsätzen im Laufe des Turniers. Bis dato absolvierte er neun Partien im Trikot der Albiceleste.
Mit der argentinischen Olympiaauswahl wurde er 2004 als Ergänzungsspieler Olympiasieger. Während des Turniers wurde Rodríguez vier Mal eingewechselt.